# Wassoulou-Reich
Das Wassoulou-Reich (englisch Wassoulou Empire) war von 1878 bis zum 29. September 1898 ein vorkoloniales Reich der Malinke in Westafrika. Es wurde von Samory Touré errichtet und geführt und ging nach der französischen Machtübernahme in der Kolonie Französisch-Westafrika bzw. der südwestliche Teil in der britischen Kolonie und Protektorat Sierra Leone auf.

## Geschichte

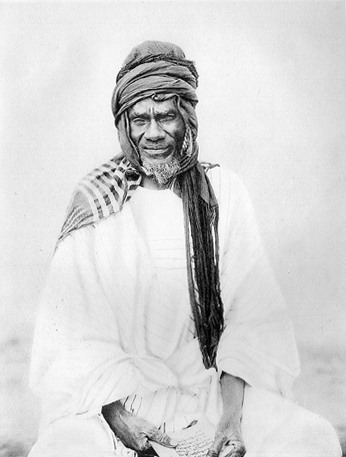
Samory Touré

Als 1864 das Toucouleur-Reich durch ein Machtvakuum nach dem Tod von Umar Tall zerbrach, ging ab 1878 das Wassoulou-Reich als eines der stärksten und größten hieraus hervor.
Samory konnte mit seiner gut ausgerüsteten und mannstarken Armee weite Teile des Gebietes sichern. Zunächst gelang es ihm Die Bérété und Cissé zu besiegen, ehe er weiter in das Grenzgebiet des heutigen Guinea und Mali nach Wassoulou zog. Bereits 1876 eroberte er wichtige Goldbergwerke in der Region. Zwei Jahre später ernannte er sich zum Faama, dem militärischen Führer und König des Reichs mit Bissandougou als Hauptstadt. 1879 brachte er auch das bedeutende Handelszentrum Kankan unter Kontrolle.
Er spielte eine wichtige Rolle in den Mandingo-Kriegen. Sein wichtigster Erfolg gegen die französische Kolonialmacht war der Sieg in der Schlacht bei Woyowoyanko am 2. April 1882. Dennoch musste Samory zwischen 1886 und 1889 durch zahlreiche Verträge weite Teile des Wassoulou-Reichs an die Franzosen abtreten.
Am 29. September 1898 endete mit Samorys Festnahme die Ära des Wassoulou-Reichs.